# Eudaemonia argus
Eudaemonia argus är en fjärilsart som beskrevs av Fabricius 1781. Eudaemonia argus ingår i släktet Eudaemonia och familjen påfågelsspinnare. Inga underarter finns listade i Catalogue of Life.

## Bildgalleri

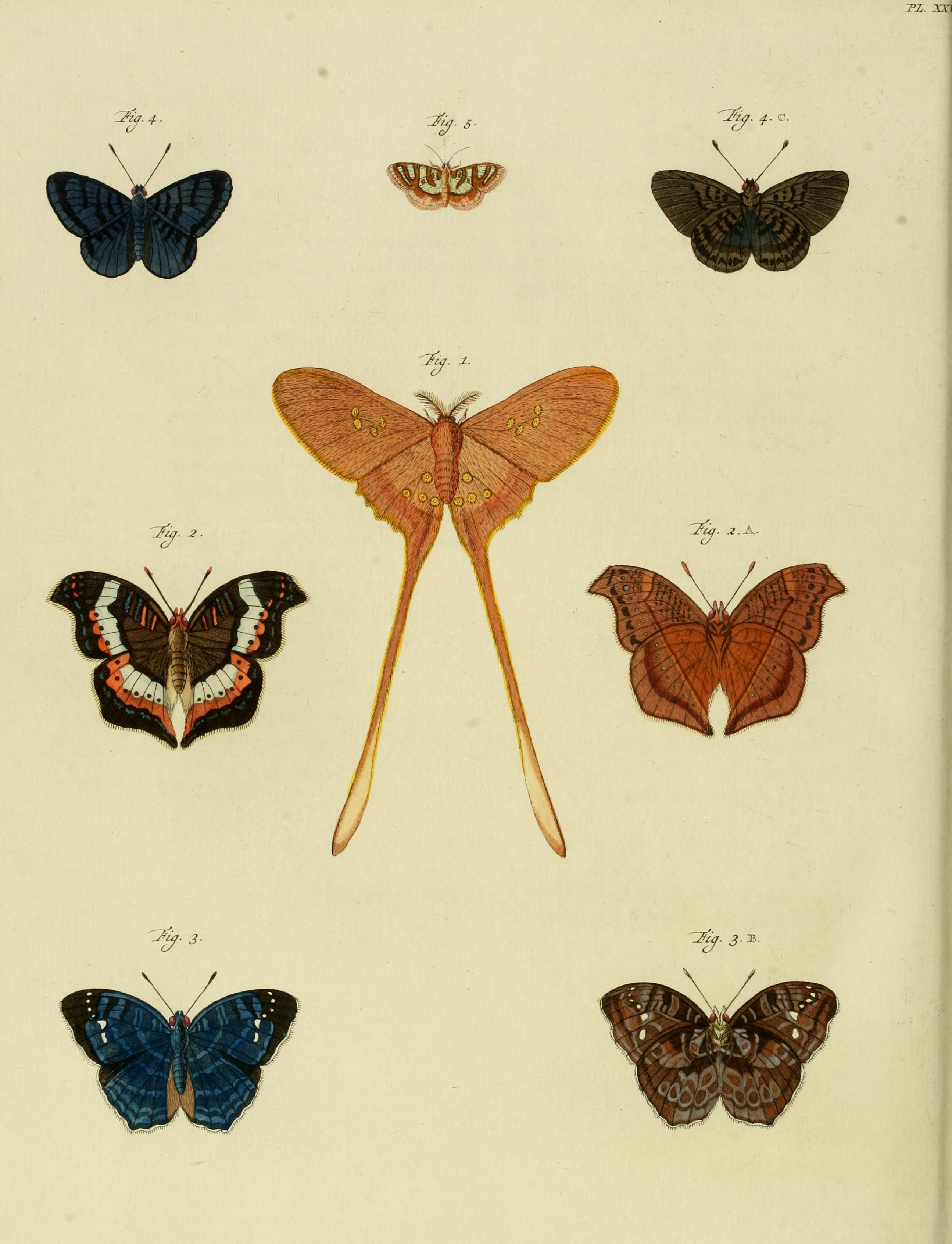